# Mark Medlock
Mark Medlock (ur. 9 lipca 1978 we Frankfurcie nad Menem) – niemiecki wokalista. Zwycięzca czwartej edycji programu Deutschland sucht den Superstar.

## Życiorys
Do 2006 roku muzyką zajmował się amatorsko. Jego rodzice zmarli w 2000 (matka) i 2002 (ojciec) roku. Wcześniej aby zapewnić im opiekę zrezygnował z nauki, a od tego czasu aby się utrzymać pracował dorywczo i mieszkał z trzema osobami w wynajętym mieszkaniu w Offenbach am Main.
W 2006 roku zgłosił się na casting do czwartej edycji muzycznego programu Deutschland sucht den Superstar. Po przejściu przez wstępną fazę selekcji w której decydowało jury, zbierał największą liczbę głosów widzów w każdym z 12 koncertów programu. W finale zdobył ich 78% i wygrał kontrakt płytowy w wytwórni Sony BMG.
Medlock już na początku programu zaprzyjaźnił się z zasiadającym w jury producentem i kompozytorem Dieterem Bohlenem i to z nim wiąże swoją muzyczną przyszłość. Skomponowana przez Bohlena ballada Now Or Never była debiutanckim singlem Marka Medlocka. W czerwcu 2007 ukazał się też jego debiutancki album Mr. Lonely oraz kolejny singel, będący duetem z Bohlenem. Jesienią wydana została kolejna płyta, w maju 2008 na rynku pojawił się trzeci album Medlocka promowany singlem Summer Love. Na wiosnę 2009 pojawił się jego czwarty album „Club Tropicana” promowany singlem „Mamacita”, na reedycji albumu znalazł się jeszcze jeden singiel „Baby Blue”. W maju 2010 Sony Music wydało piąty album wokalisty o tytule „Rainbow’s End”, którego zwiastunem był singiel „Real Love”. Kolejnym singlem był duet ze zwycięzcą siódmej edycji Deutschland sucht den Superstar – Mehrzadem Marashi. Wokaliści zaśpiewali wspólnie utwór „Sweat” wylansowany przez grupę Inner Circle. Intensywna promocja singla (piosenka została wykonana m.in. w telewizyjnym prime time przed walką Witalija Kliczki z Albertem Sosnowskim) pozwoliła osiągnąć drugie miejsce na niemieckiej liście przebojów, jednak nie przełożyła się ani na popularność nagrania w dłuższym okresie, ani na sukcesy w innych krajach. W sierpniu 2010 Medlock wydał jeszcze jeden singiel promujący płytę „Rainbow’s End” – „Maria Maria”.
Otwarcie przyznaje się do swojej orientacji homoseksualnej. W latach 2001–2004 był w związku z mężczyzną.

## Dyskografia

### Albumy
- Mr. Lonely (15 czerwca 2007) – #1 w Niemczech
- Dreamcatcher (2 listopada 2007) – Mark Medlock & Dieter Bohlen – #2 w Niemczech
- Cloud Dancer (30 maja 2008) – #2 w Niemczech
- Club Tropicana (22 maja 2009) – #3 w Niemczech
- Rainbow’s End  (30 kwietnia 2010) – #3 w Niemczech

### Single
- Now Or Never (11 maja 2007) – #1 w Niemczech, Austrii i Szwajcarii
- You Can Get It (29 czerwca 2007) – Mark Medlock & Dieter Bohlen – #1 w Niemczech
- Unbelieveable (26 października 2007) – Mark Medlock & Dieter Bohlen – #4 w Niemczech
- Summer Love (2 maja 2008) – #1 w Niemczech
- Mamacita (24 kwietnia 2009) – #2 w Niemczech
- Baby Blue (25 września 2009) – #4 w Niemczech
- Real Love (9 kwietnia 2010) – #2 w Niemczech
- Sweat (A La La La La Long) (21 maja 2010) – Mark Medlock & Mehrzad Marashi – #2 w Niemczech
- Maria Maria (6 sierpnia 2010) – #24 w Niemczech

### DVD
- Live In Offenbach (8 sierpnia 2008)

### Składanki
- Power Of Love (wspólny album finalistów Deutschland sucht den Superstar) – piosenka Endless Love (19 marca 2007)